# Івановське сільське поселення (Армізонський район)
Іва́новське сільське поселення (рос. Ивановское сельское поселение) — муніципальне утворення у складі Армізонського району Тюменської області, Росія.
Адміністративний центр — село Іваново.

## Історія
Присілок Первомайська був ліквідований 2004 року.

## Населення
Населення — 586 осіб (2020; 605 у 2018, 760 у 2010, 824 у 2002).

## Склад
До складу поселення входять такі населені пункти:
| Населений пункт           | Населення, осіб (2002) | Населення, осіб (2010) |
| ------------------------- | ---------------------- | ---------------------- |
| Іваново, село             | 527                    | 538                    |
| Крашеньова, присілок      | 112                    | 80                     |
| Первомайська, присілок    | 0                      | -                      |
| Плоске, присілок          | 153                    | 106                    |
| Сєверо-Дубровне, присілок | 32                     | 36                     |